# Brok
Brok este un oraș în Polonia. În 2015 avea 1975 de locuitori.